# Una llave maestra a Finnegans Wake
Una llave maestra a Finnegans Wake (en inglés A Skeleton Key to Finnegans Wake) es una obra de crítica literaria de 1944 escrita por el mitólogo, escritor y profesor estadounidense Joseph Campbell y el novelista americano Henry Morton Robinson. Forma parte de su Obra completa.

## Contenido

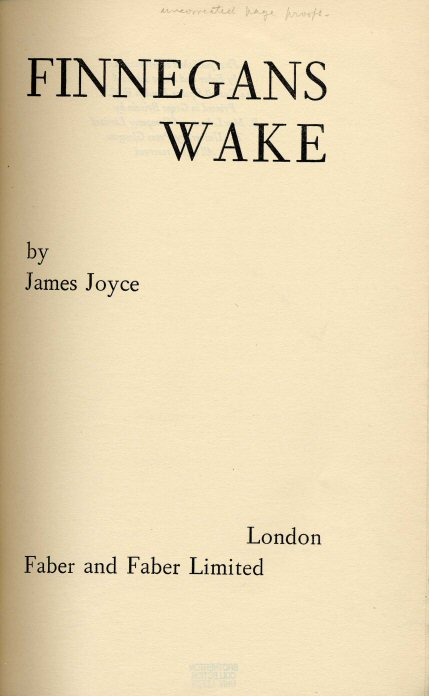
Finnegans Wake de James Joyce, novela analizada en Una llave maestra a Finnegans Wake.

Primer texto importante para proporcionar un análisis en profundidad de Finnegans Wake (novela final de James Joyce), Una llave maestra a Finnegans Wake es considerada por muchos estudiosos como un trabajo fundamental en dicha obra. El término monomito, que Campbell usó para describir su viaje del héroe en su libro El héroe de las mil caras, proviene de Finnegans Wake.
Campbell y Robinson comenzaron su análisis del trabajo de Joyce por dos razones: porque Finnegans Wake, aunque ampliamente reconocida como una obra maestra, también fue ampliamente rechazada como ininteligible ("el libro más grande que nadie haya leído jamás"); y porque habían reconocido en The Skin of Our Teeth (1942), la popular obra de Thornton Wilder, una apropiación de la novela de Joyce no sólo de temas, sino también de trama y lenguaje.

## Historia editorial
Una llave maestra a Finnegans Wake fue publicada por primera vez por Harcourt Brace en 1944. Una segunda edición fue publicada por Viking Press en 1968. Una edición no autorizada publicada por Buccaneer Books en 1993 fue retirada cuando la Joseph Campbell Foundation reclamó la infracción de derechos de autor. Una tercera edición fue publicada en 2005 por la New World Library como parte de las Obras completas de Joseph Campbell; esta última edición fue editada y prologada por el erudito joyceano Edmund Epstein.